# Toyota

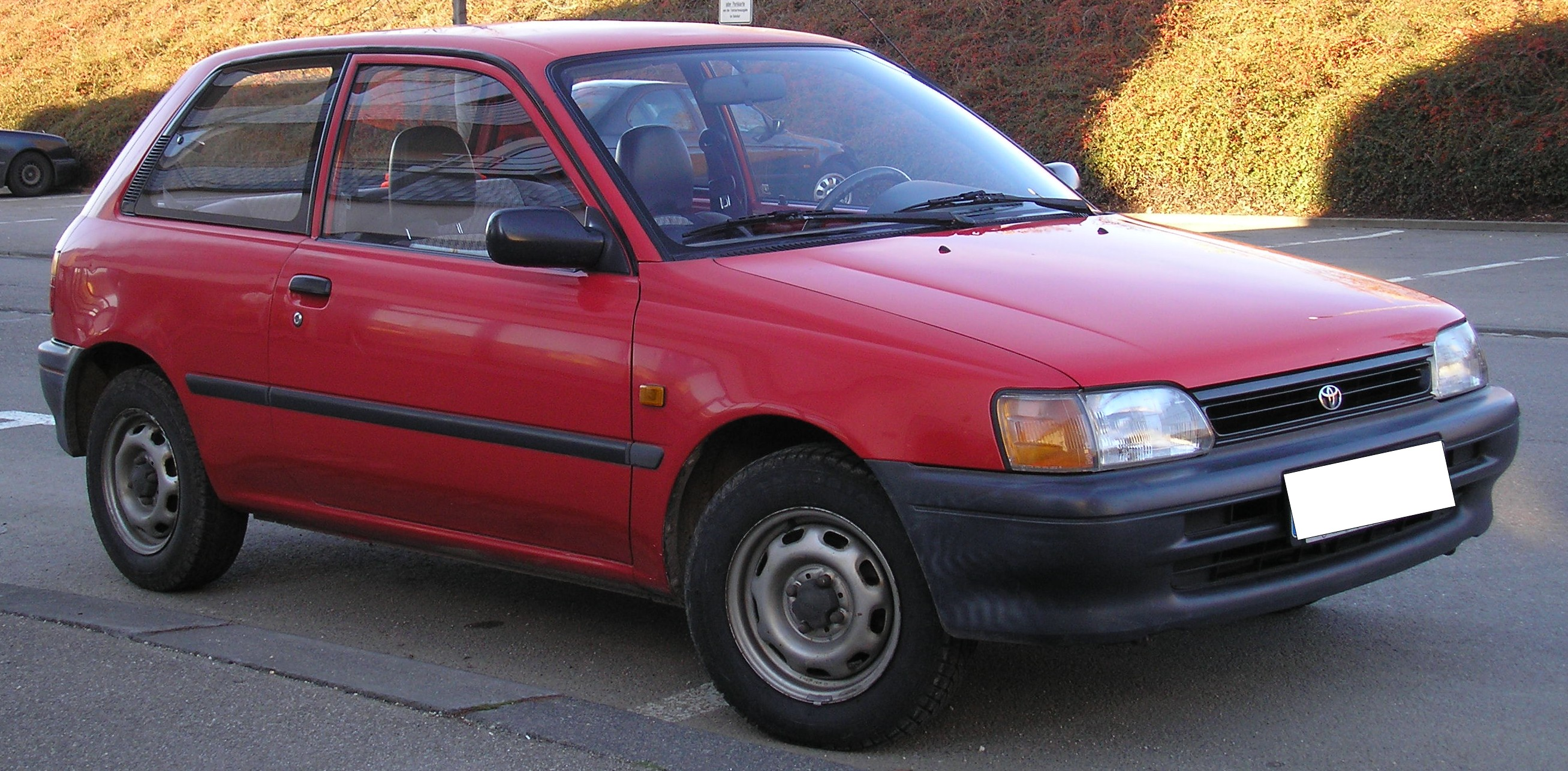
Toyota Starlet

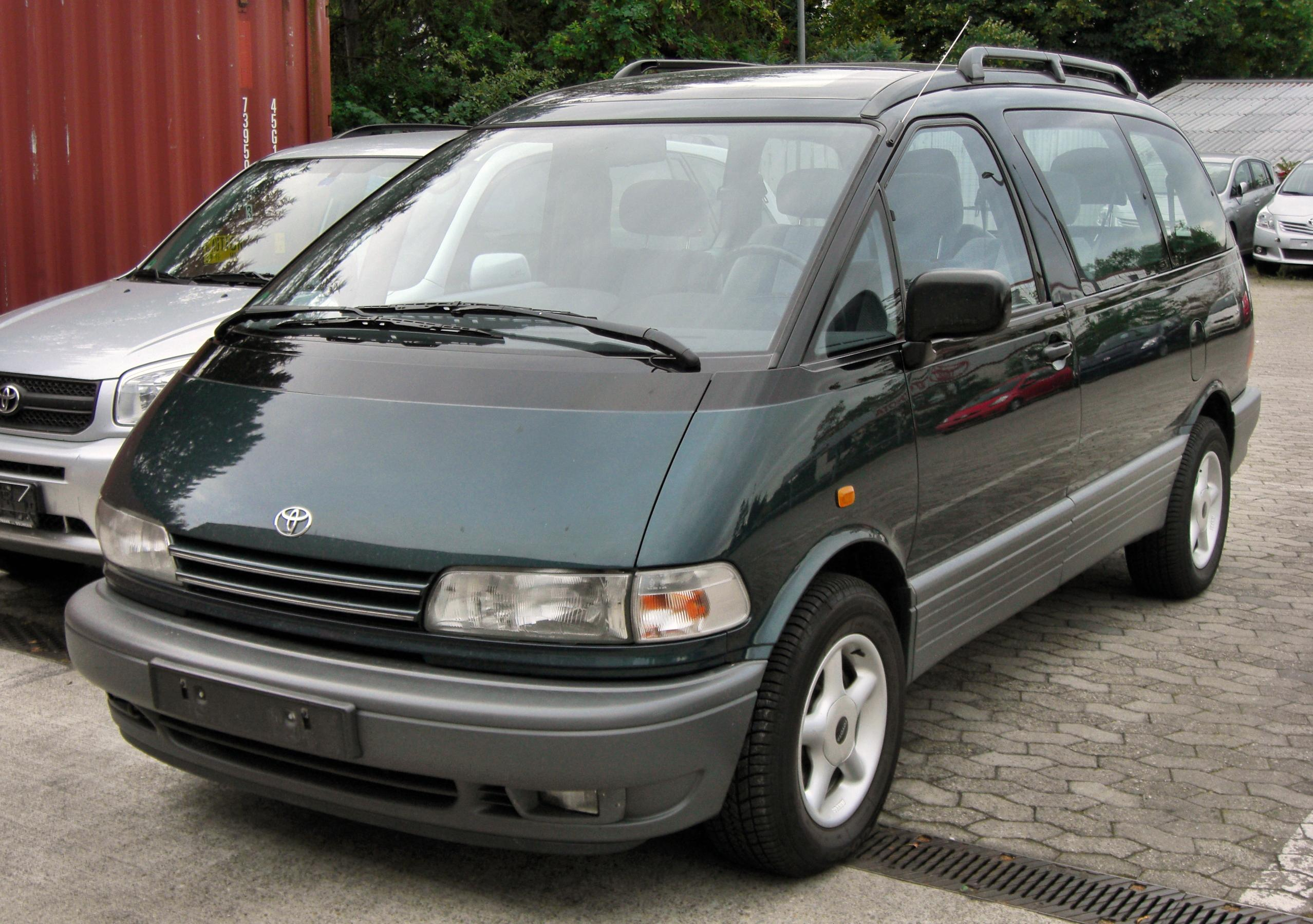
Toyota Previa

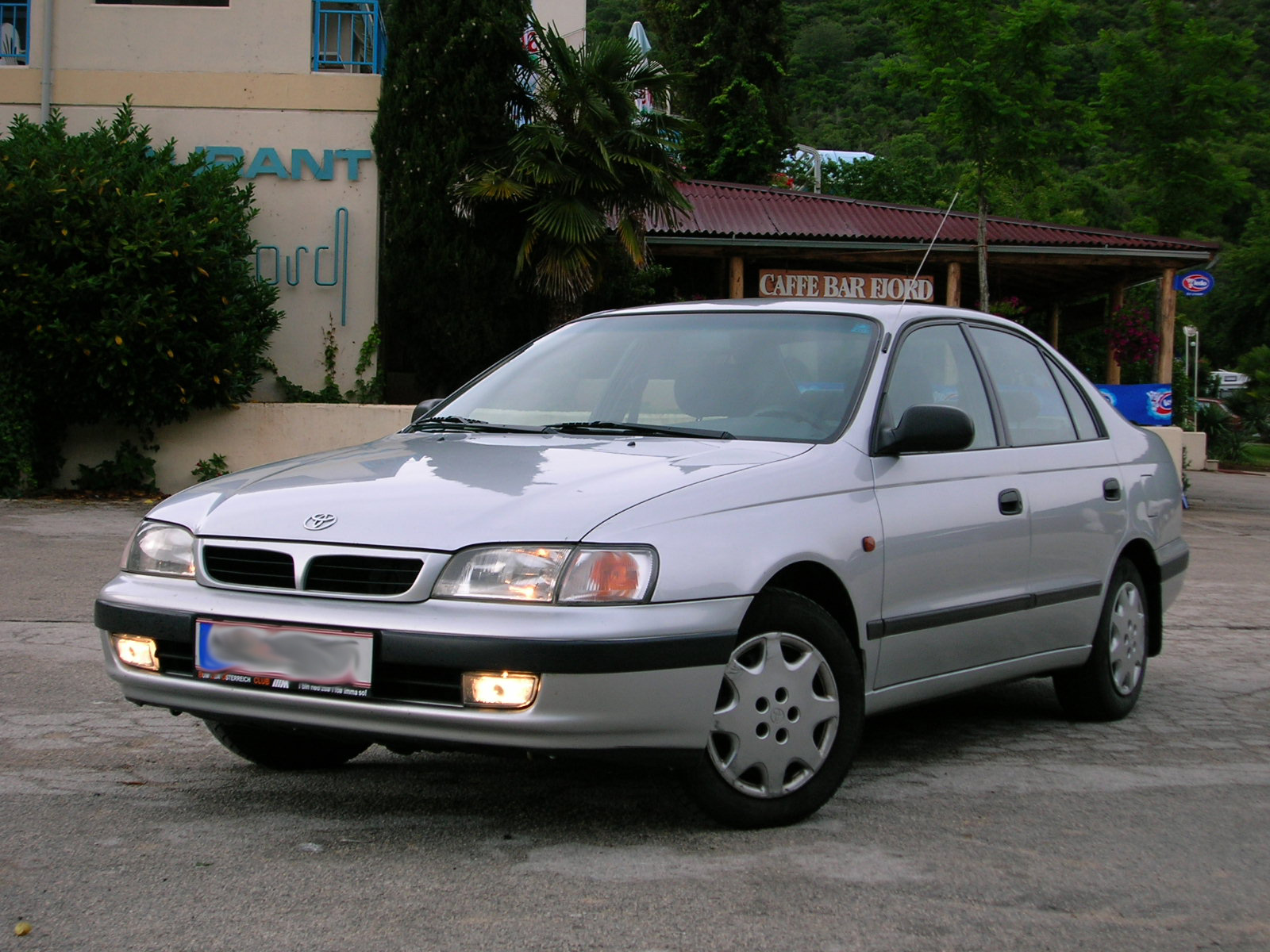
Toyota Carina E

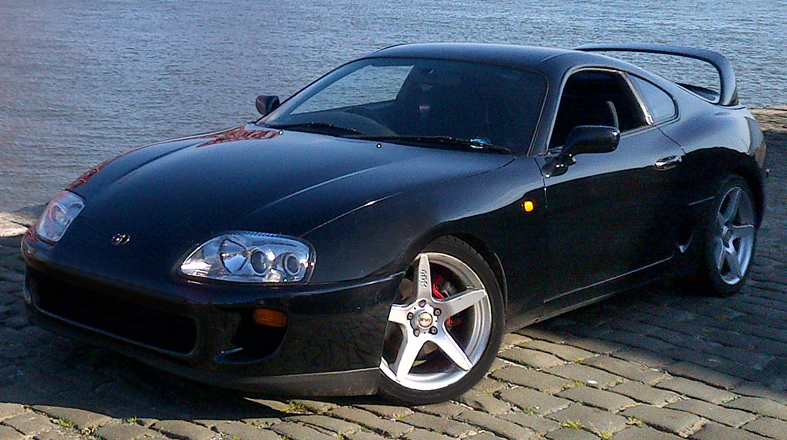
Toyota Supra

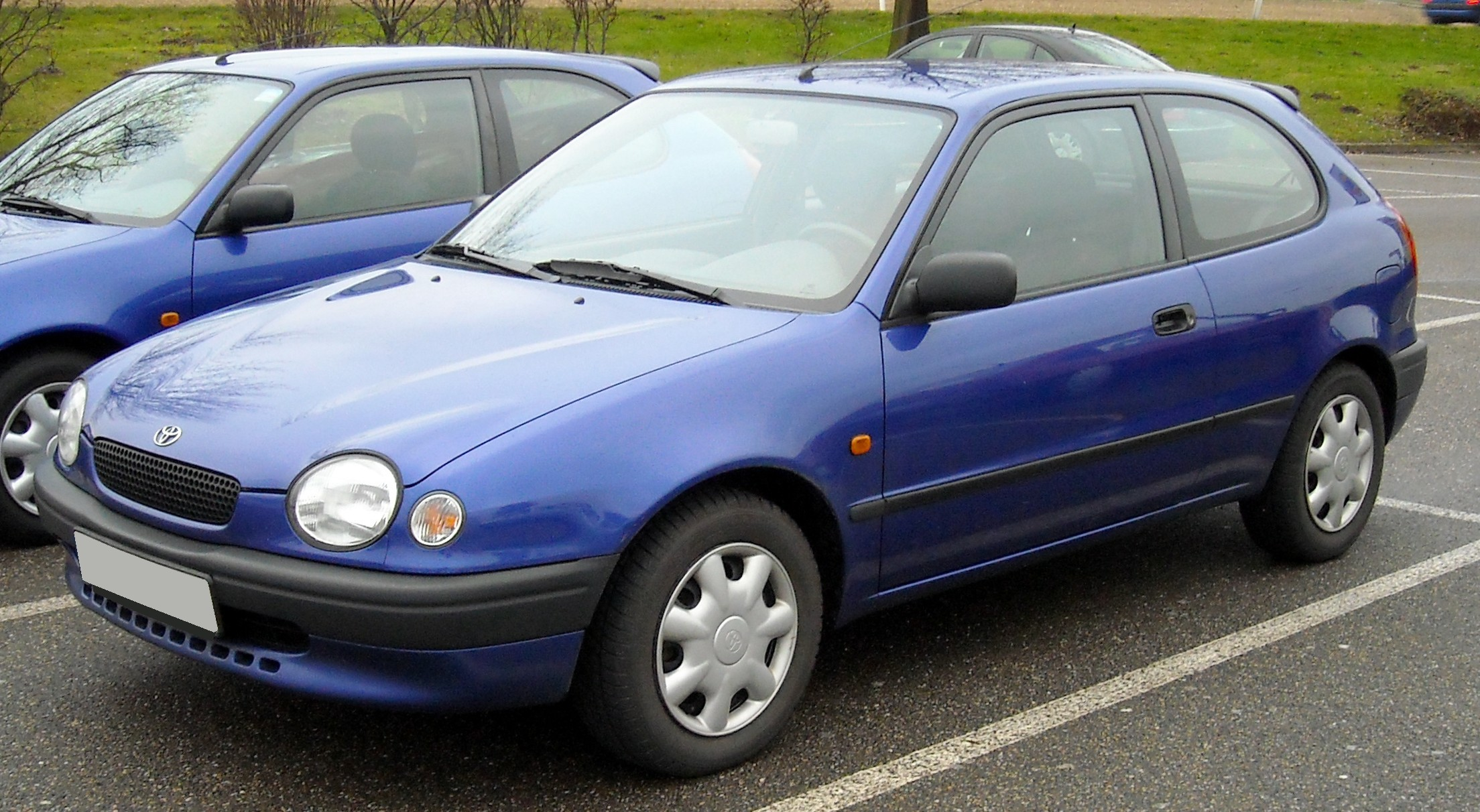
Toyota Corolla

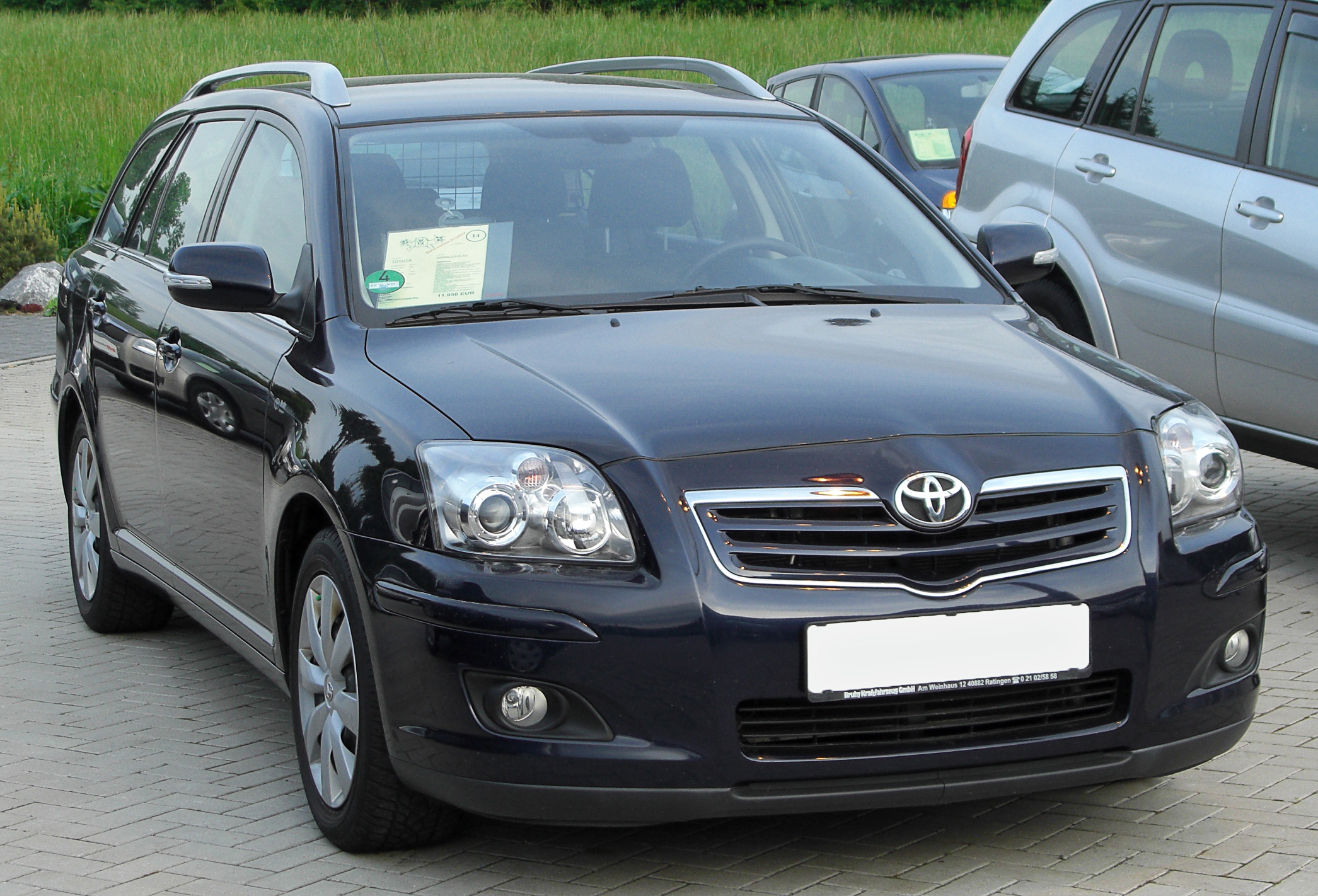
Toyota Avensis II

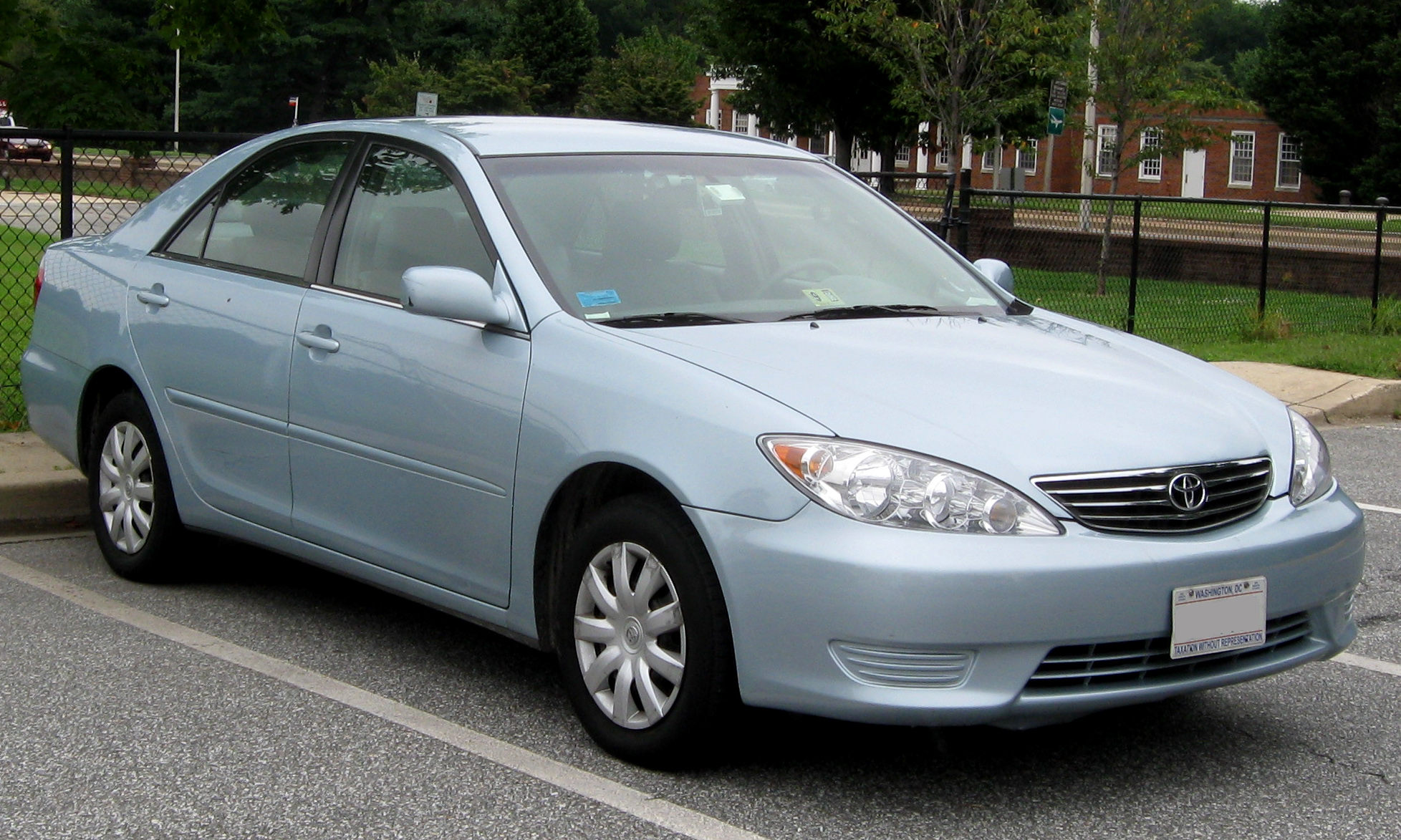
Toyota Camry

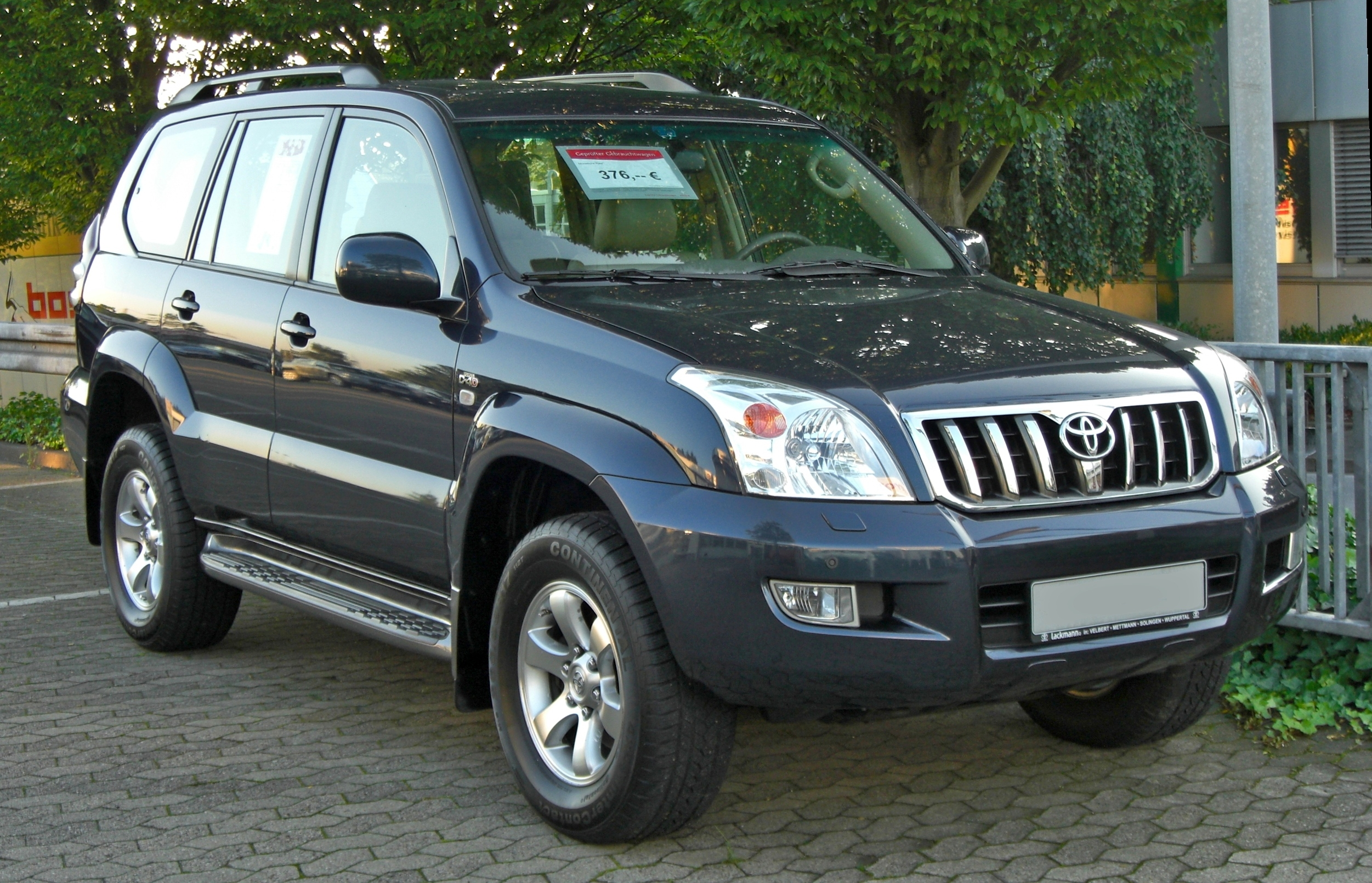
Toyota Land Cruiser

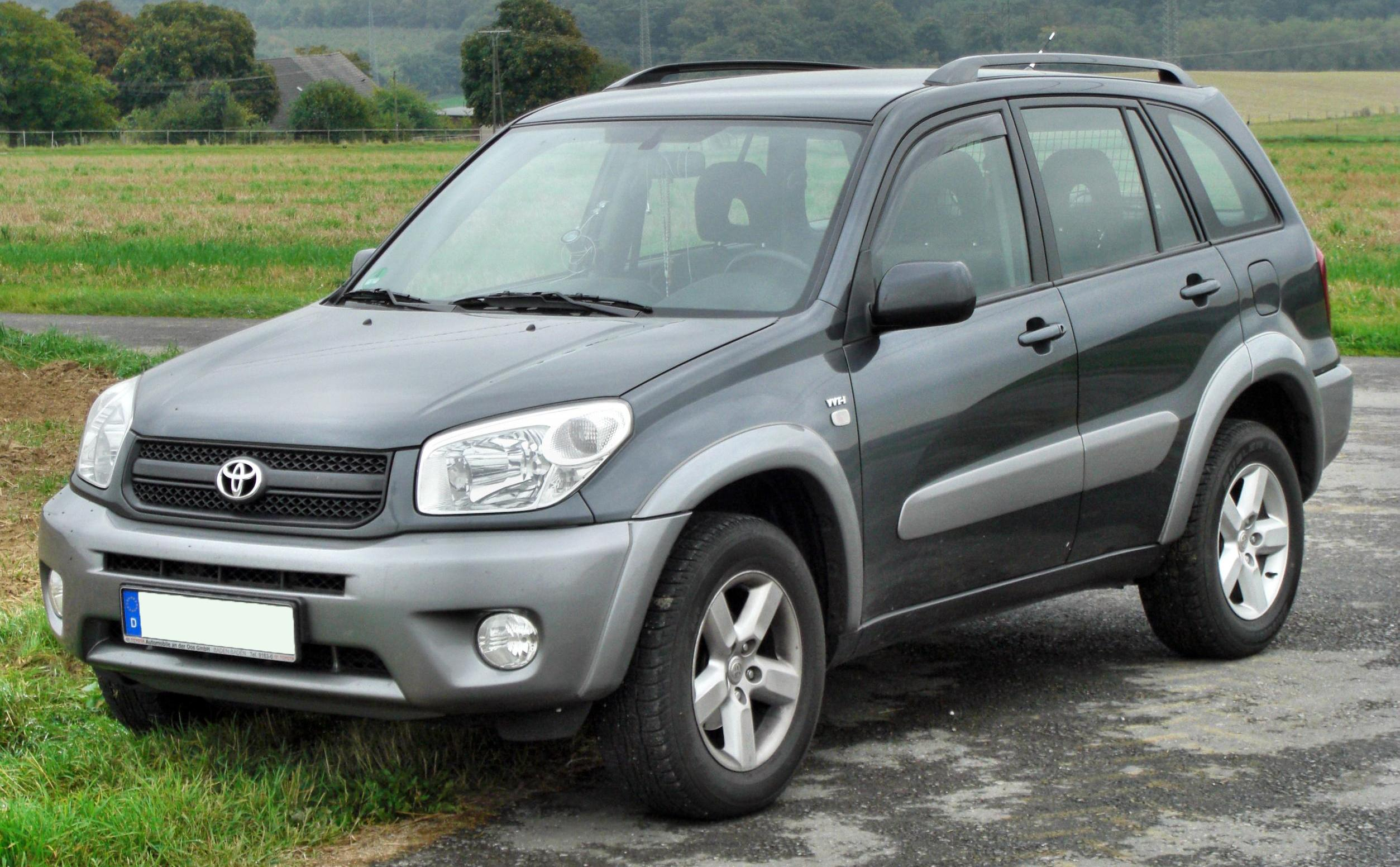
Toyota RAV4 II

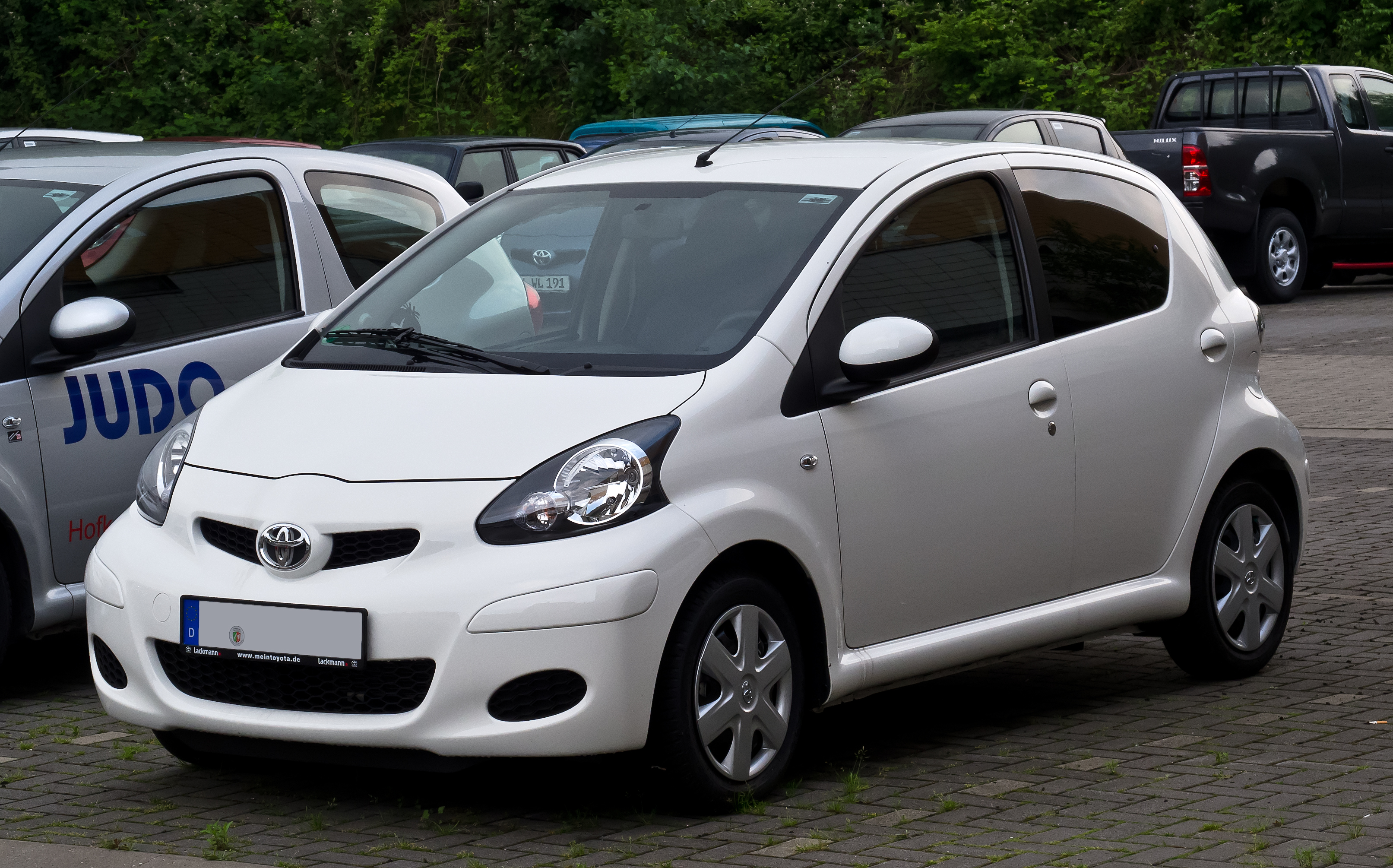
Toyota Aygo I

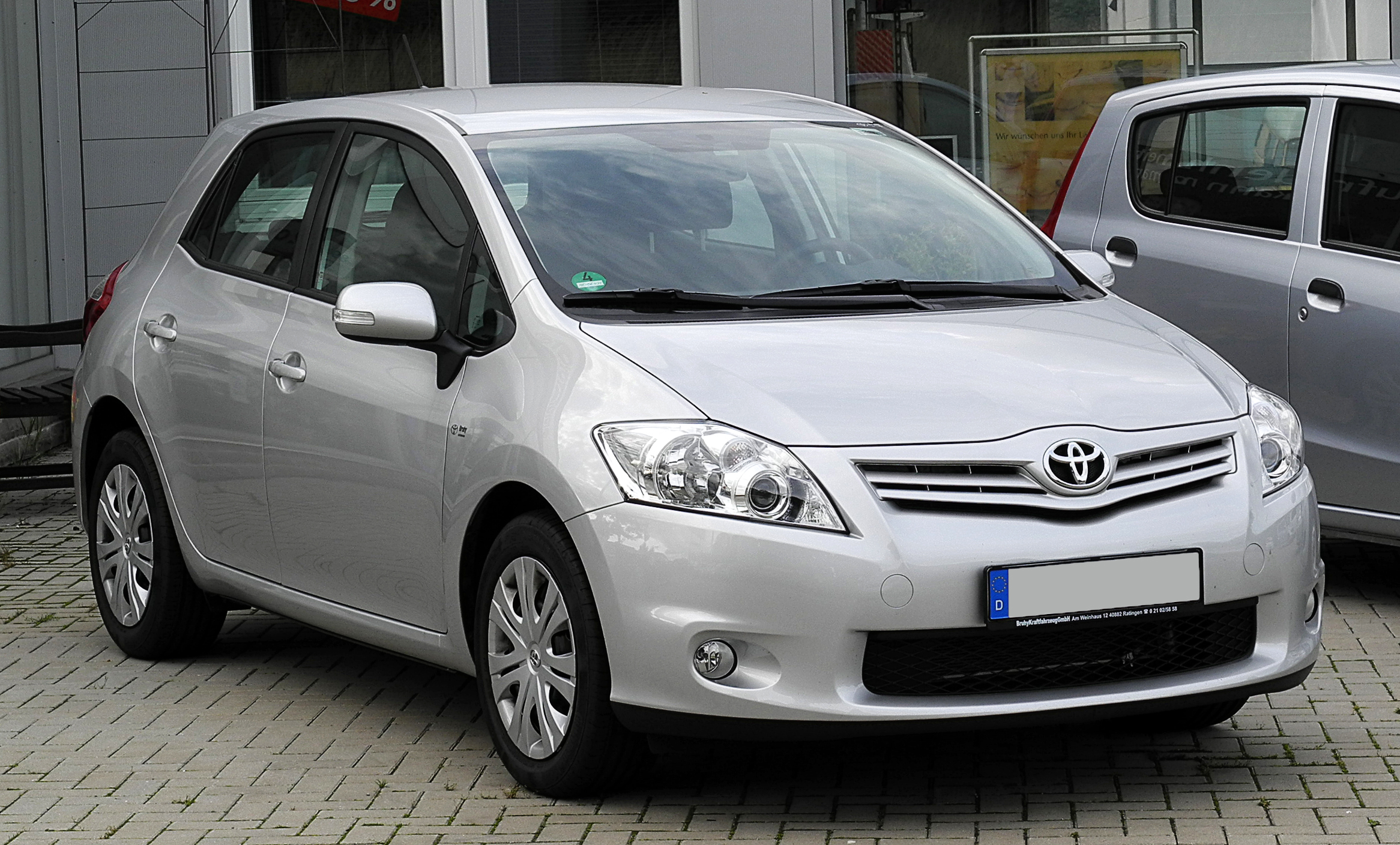
Toyota Auris I

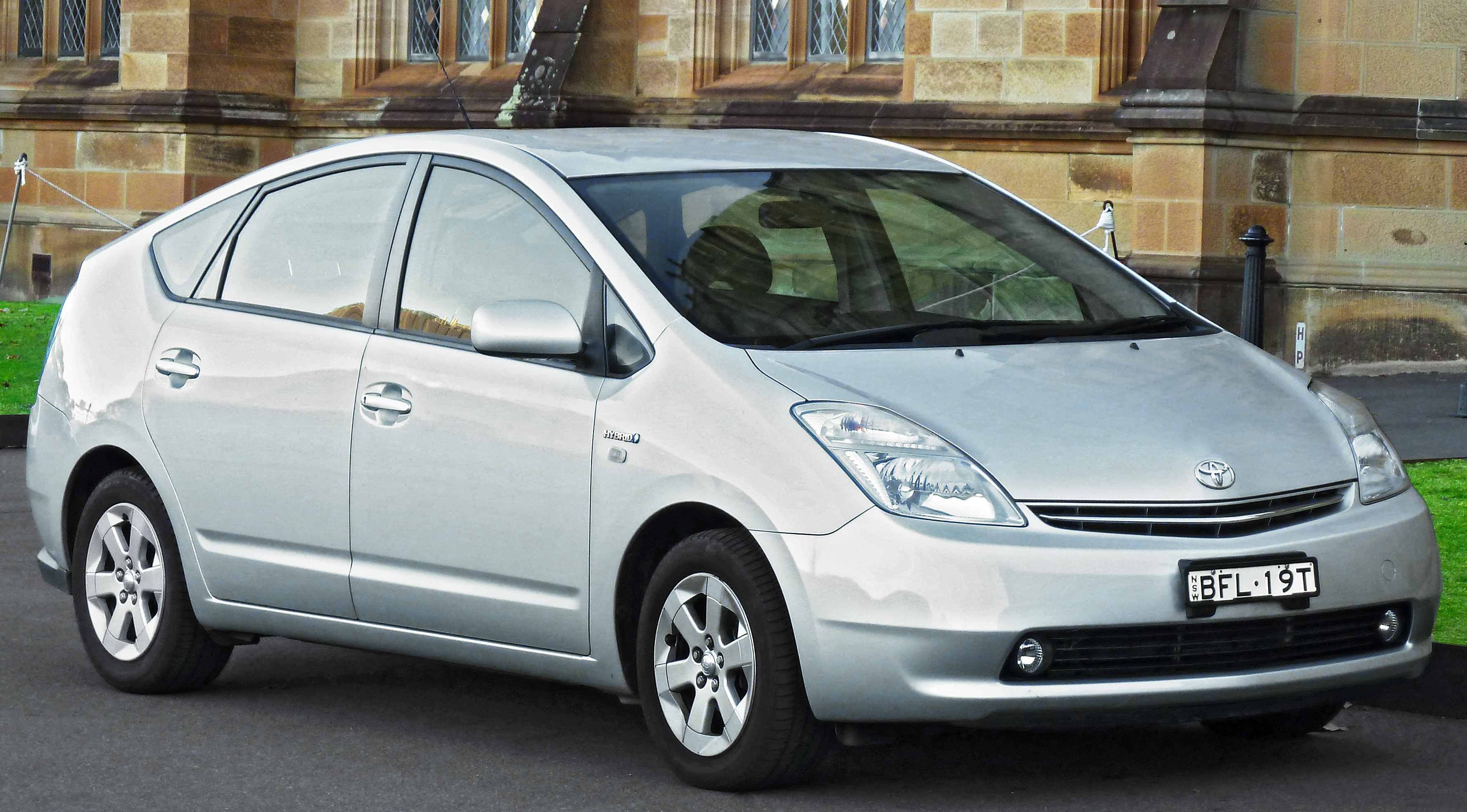
Toyota Prius II

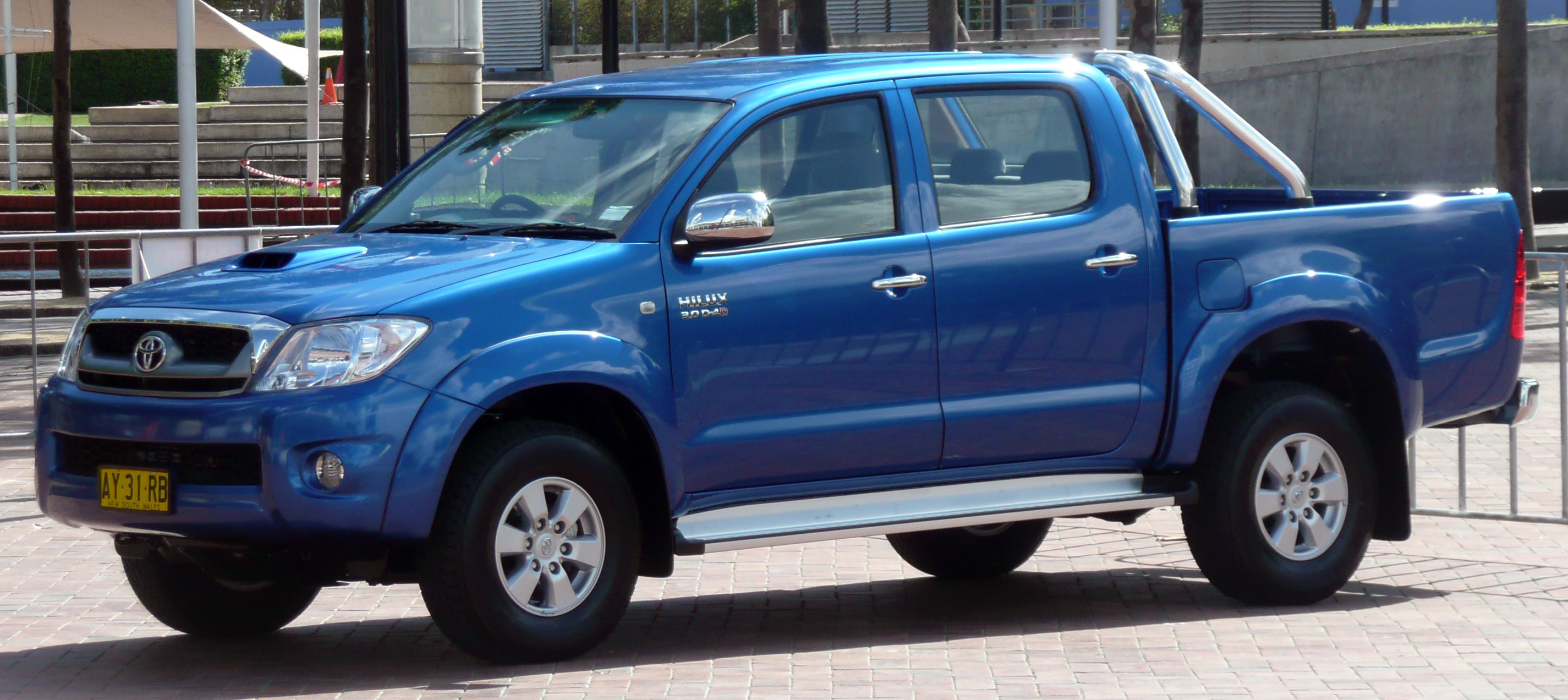
Toyota Hilux VII

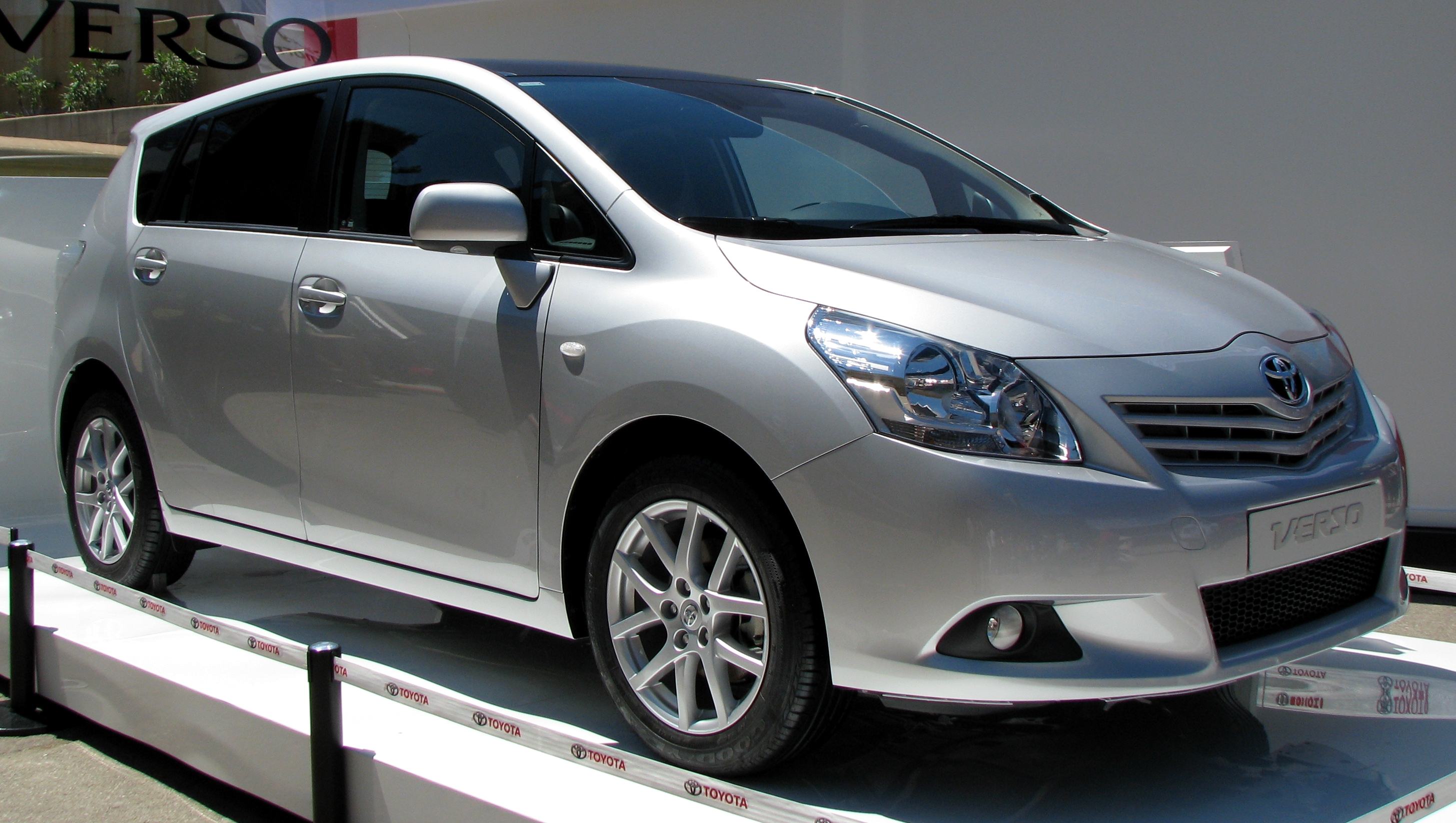
Toyota Verso

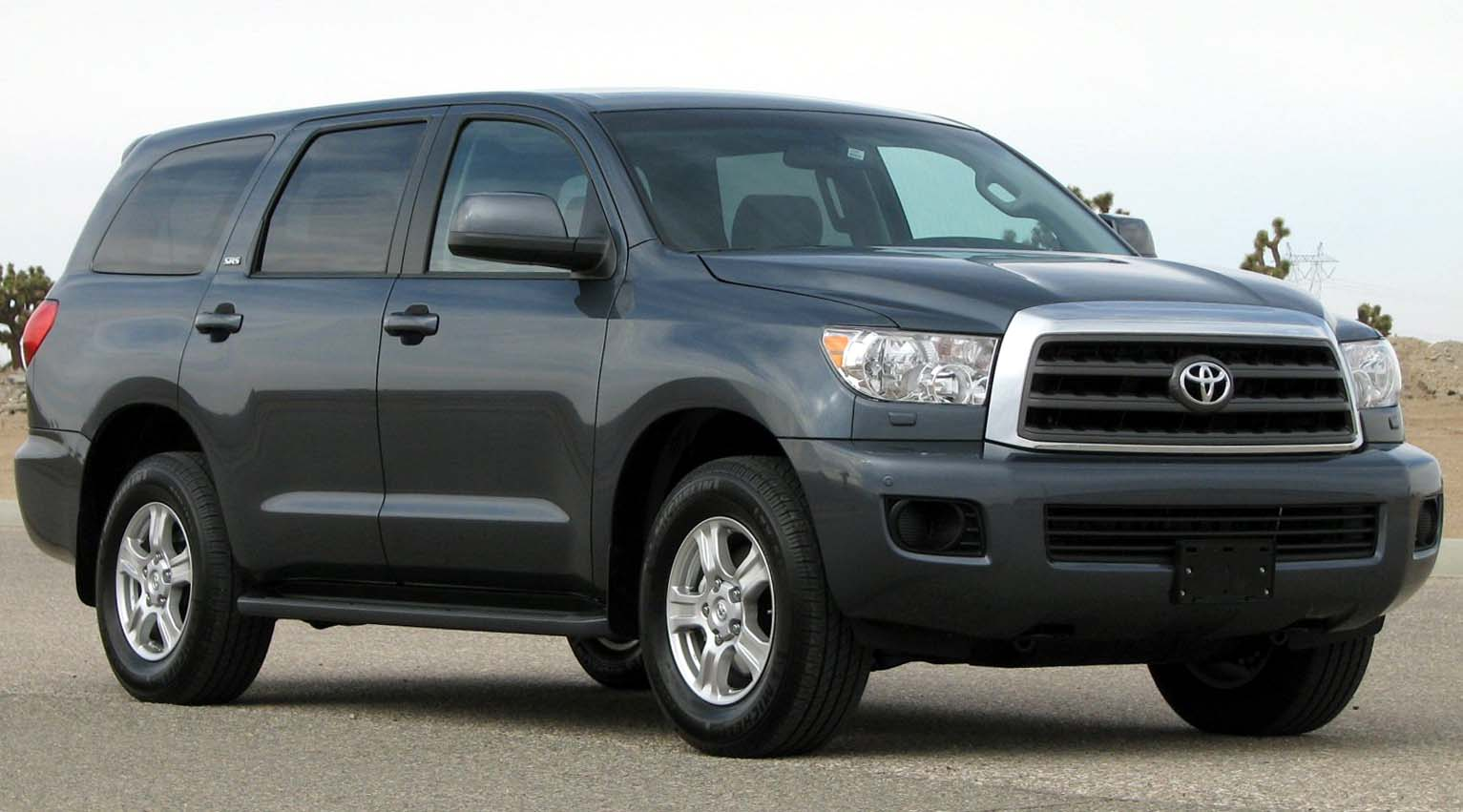
Toyota Sequoia

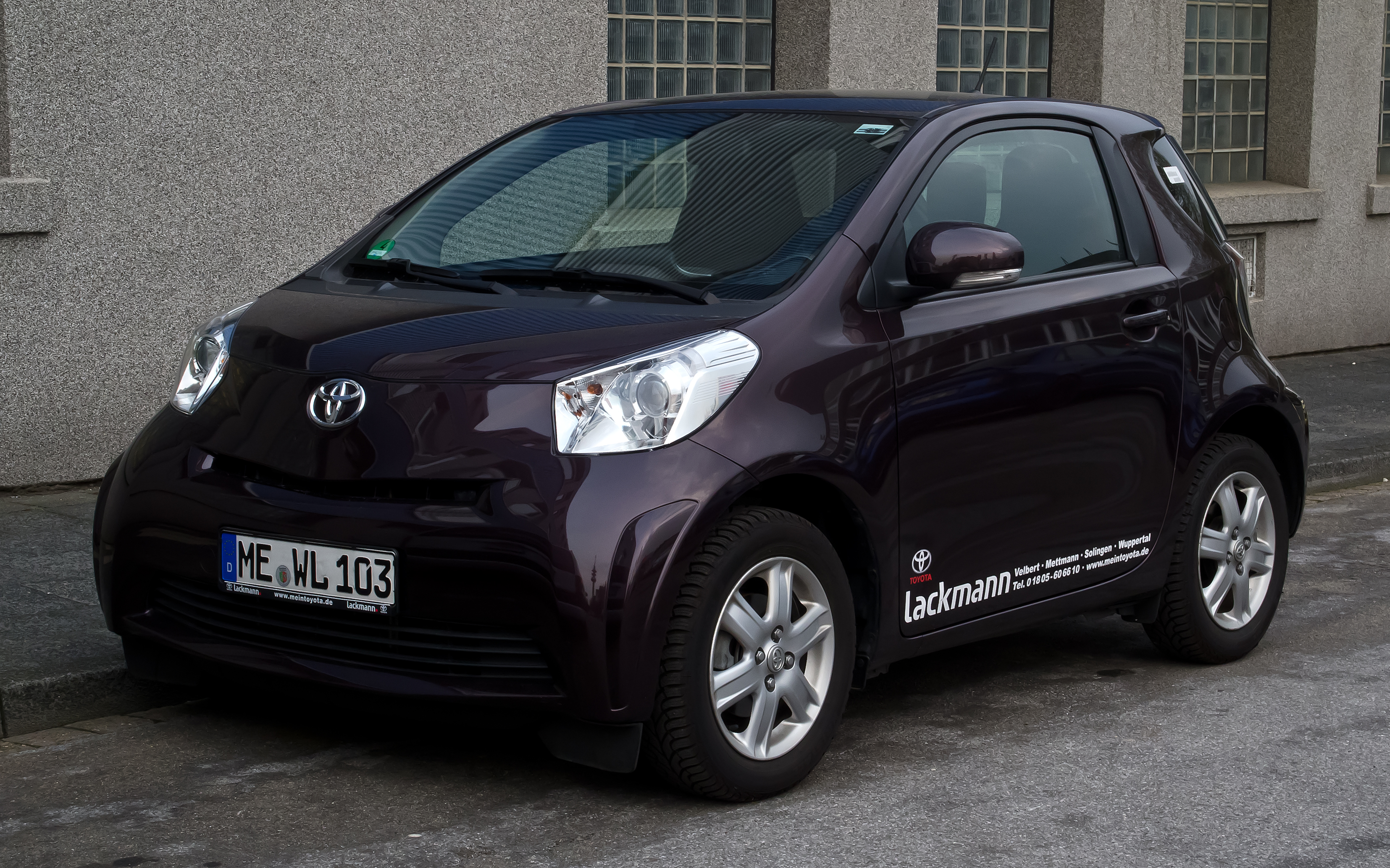
Toyota iQ

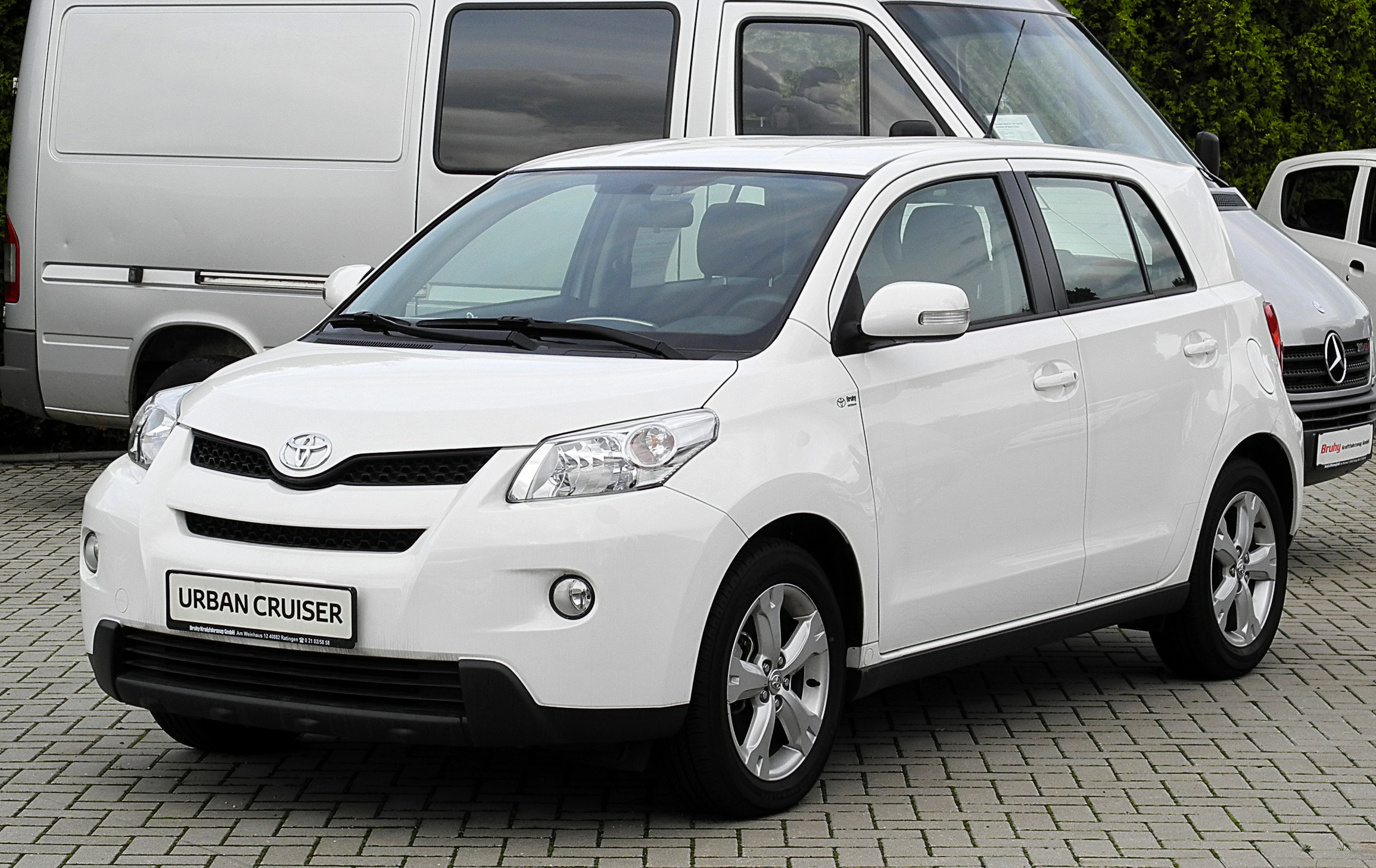
Toyota Urban Cruiser

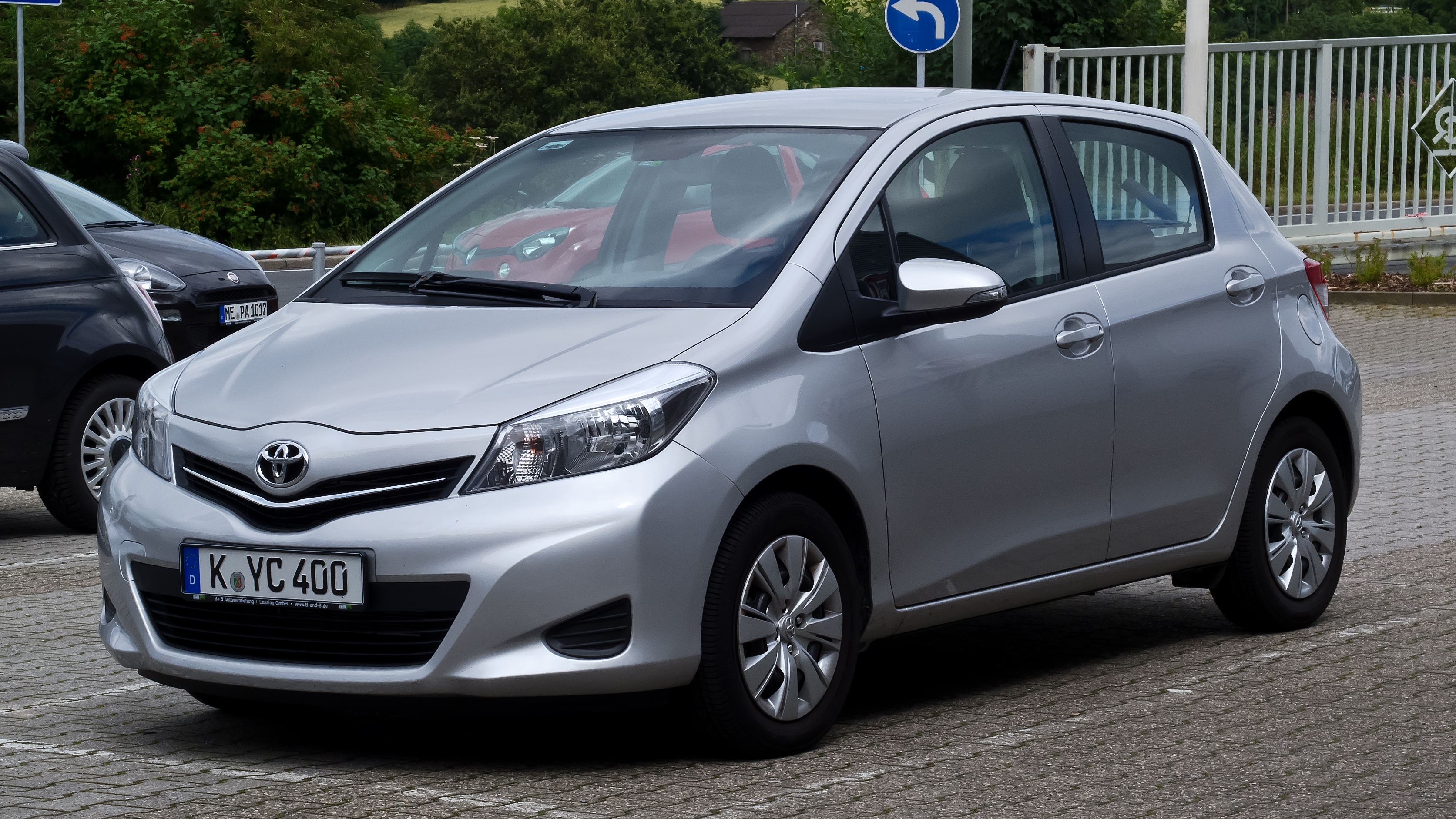
Toyota Yaris III

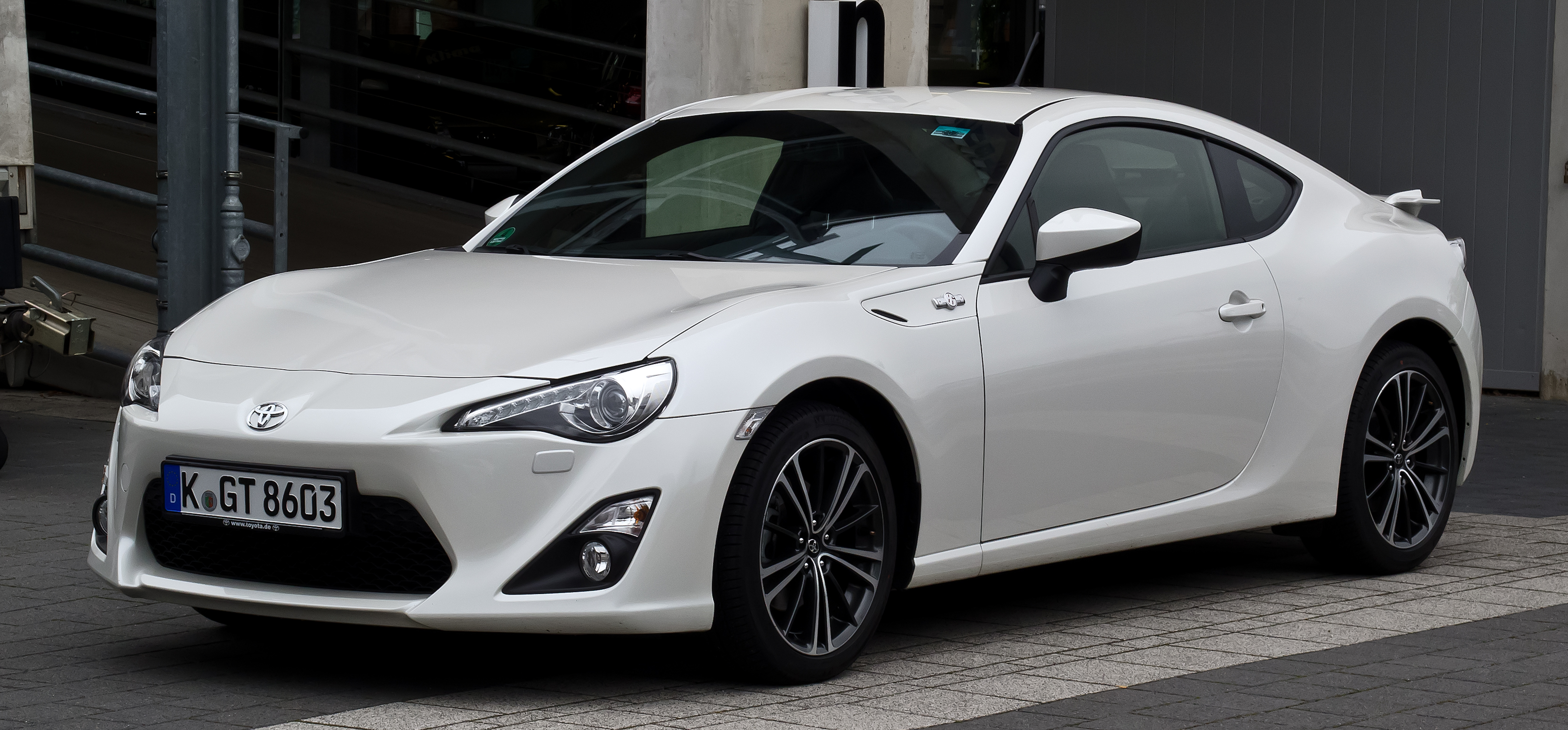
Toyota GT86

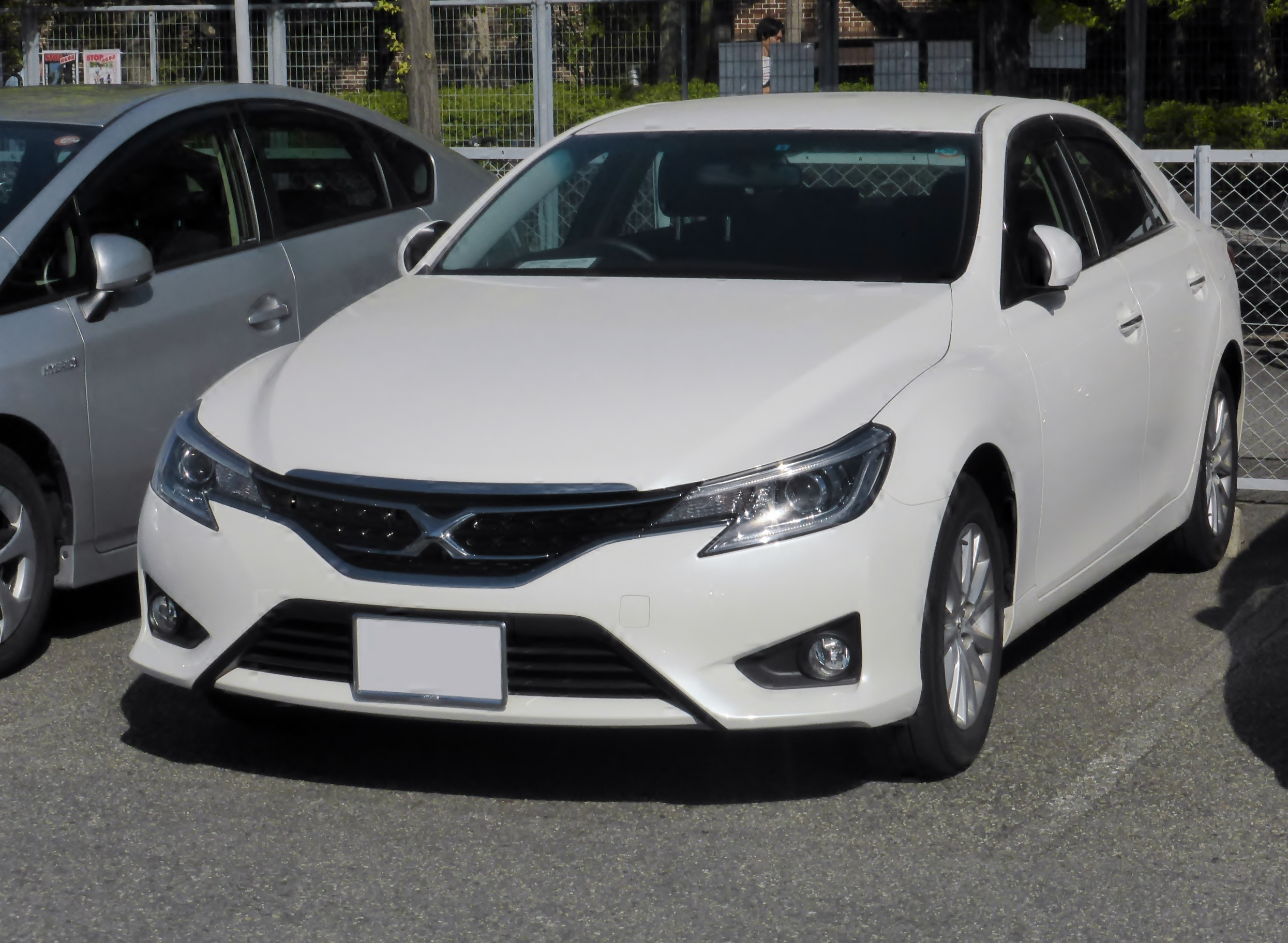
Toyota Mark X

Toyota Motor Corporation (jap. トヨタ自動車株式会社) – japoński koncern motoryzacyjny utworzony w 1937 roku.

## Historia
Historia firmy Toyota sięga 1918 roku, kiedy to Sakichi Toyoda założył firmę Toyoda Spinning and Weaving Co. Ltd.. Z pomocą swojego syna – Kiichirō Toyody zbudował w 1924 roku automatyczny warsztat tkacki. W 1926 roku Toyoda założył zakład Toyoda Automatic Loom Works. Pod koniec lat 20. XX wieku Kiichirō Toyoda przebywał w Europie i Stanach Zjednoczonych, gdzie zainteresował się branżą motoryzacyjną. W 1933 roku w warsztatach tkackich utworzony został dział samochodów. Początkowo zbudowany został sześciocylindrowy silnik o pojemności 3.4 l. Dzięki sprzedaży praw patentowych Sakichi Toyody do automatycznego warsztatu tkackiego stworzone zostały podwaliny Toyota Motor Corporation, która założona została 28 sierpnia 1937 roku. Dwa lata wcześniej zbudowany został pierwszy prototyp samochodu Toyota A1, a rok później rozpoczęto już produkcję modelu AA.
W trakcie II wojny światowej w zakładach Toyoty konstruowany był mały miejski samochód, który mógłby zmotoryzować Japonię. W 1947 roku ukończono prace nad modelem SA. W 1951 roku zbudowano prototyp BJ inspirowany konstrukcją Jeep Willysa, dając początek serii Land Cruiser, a w 1955 roku wprowadzono do produkcji model Crown. W 1966 roku wprowadzono do produkcji najbardziej popularny na świecie model firmy – Corolla. W 1997 roku wprowadzono do produkcji pierwszy masowo produkowany samochód hybrydowy marki, model Prius.
W 1982 roku Toyota Motor Company i Toyota Motor Sales połączyły się w jedno przedsiębiorstwo o nazwie Toyota Motor Corporation. W 1984 roku utworzona została spółka z amerykańskim koncernem motoryzacyjnym General Motors – The United Motor Manufacturing Inc.. Celem zbudowania spółki był amerykański rynek zbytu na którym jako pierwszy pojawił się w 1983 roku model Camry. W 1989 roku utworzona została submarka zajmująca się produkcją samochodów luksusowych o nazwie Lexus.
Do 2020 roku Toyota jest sponsorem Międzynarodowego Komitetu Olimpijskiego oraz Międzynarodowego Komitetu Paraolimpijskiego.

### Toyota w Polsce
Toyota Motor Corporation reprezentowana jest w Polsce przez oficjalnego dystrybutora samochodów i części zamiennych Toyota Motor Poland. Od 2012 roku prezydentem TMP jest Jacek Pawlak, pierwszy Polak na tym stanowisku.
Toyota prowadzi w Polsce także:
- Toyota Motor Manufacturing Poland – fabryka przekładni i silników,
- Centrum Usług Wspólnych
- Toyota Material Handling – dystrybutor wózków widłowych
- Toyota Logistic Centre
- Toyota Bank
- Toyota Leasing[5]

W Polsce powstały dwie fabryki koncernu:
- Fabryka Skrzyń Biegów i Silników Benzynowych w Wałbrzychu
- Fabryka Silników Benzynowych i Wysokoprężnych w Jelczu-Laskowicach k. Wrocławia[6]

W kwietniu 2017 Toyota Motor Industries Poland (TMIP, fabryka w Jelczu) została przejęta przez Toyota Motor Manufacturing Poland (TMMP). Fabryki połączone zostały w jedną spółkę, której celem ma być wspólna praca nad budową i rozwojem napędów hybrydowych.
W październiku 2018 roku Toyota wprowadziła technologię TNGA do fabryki w Wałbrzychu, uruchamiając pierwszą poza Azją linię komponentów do napędu hybrydowego. Są to przekładnie do Corolli Hybrid i C-HR.
W marcu 2019 roku zakład w Jelczu-Laskowicach uruchomił produkcję w technologii TNGA w Wałbrzychu silnika Dynamic Force Engine 2,0 l.
W styczniu 2020 roku po raz pierwszy Polak został prezesem TMMP. Dariusz Mikołajczak zastąpił na tym stanowisku Eiji Takeichiego.
W czerwcu 2020 zakład w Jelczu-Laskowicach rozpoczął produkcję 3-cylindrowego silnika Dynamic Force Engine o pojemności 1,5 l do Yarisa i Yarisa Cross z napędem benzynowym i hybrydowym.
W lipcu 2020 fabryka TMMP w Wałbrzychu uruchomiła Dział Testów i Oceny Napędów Hybrydowych. Głównym zadaniem ośrodka jest wykonywanie testów wytrzymałościowych i zmęczeniowych oraz hałasu i wibracji poszczególnych komponentów wykorzystywanych w przekładniach do napędów hybrydowych.

### Wyniki sprzedaży

#### Sprzedaż 2018
W 2018 roku Toyota sprzedała najwięcej samochodów ze wszystkich marek motoryzacyjnych na świecie – 8 091 277 egzemplarzy.

#### Sprzedaż 2019

##### Na świecie
Światowa sprzedaż Toyota Motor Corporation (TMC) od stycznia do grudnia 2019 roku wyniosła 10,74 mln samochodów, o 1,4 procent więcej niż w 2018 roku.
Dwie kluczowe marki koncernu – Toyota i Lexus – sprzedały 9,71 miliona samochodów w 2019 roku, co stanowi wzrost o 1,8 procent w porównaniu do roku 2018.  
Toyota była w 2019 roku najpopularniejszą marką na świecie. Toyota Motor Corporation zajęła drugie miejsce w rankingu sprzedaży nowych samochodów wg producentów. Corolla była w 2019 roku najpopularniejszym samochodem na świecie. 

##### W Polsce
W Polsce marka Toyota zajęła drugie miejsce po Skodzie, a jej sprzedaż wzrosła o 11,9% do liczby 61 818 aut. Udział marki w rynku wynosi 11,38%. 
Lexus sprzedał 5 172 samochodów, o 6,1 procent więcej niż w roku 2018, i zajmuje 23. miejsce w kraju z 0,95-procentowym udziałem w rynku. 
Koncern Toyota zajął trzecie miejsce po Volkswagen Group i Renault Nissan. Łączna liczba samochodów sprzedanych w 2019 roku przez Toyota Motor Corporation w Polsce to 66 990 aut, o 11,4% więcej niż rok wcześniej. Udział w rynku wynosi 12,33%.
Toyota Corolla była w 2019 roku drugim najpopularniejszym samochodem w Polsce, po Skodzie Octavii. Corolla awansowała na drugie miejsce z 17. za sprawą wzrostu o 162,4% do liczby 19 701 aut. Drugim najpopularniejszym modelem Toyoty w Polsce jest Yaris (14 069 aut, +0,2%), który jest też piątym najczęściej wybieranym nowym samochodem w kraju.

#### Sprzedaż 2020

##### Na świecie
Globalna sprzedaż Toyota Motor Corporation wyniosła w 2020 roku 9 528 438 samochodów. Koncern zajął pierwsze miejsce wśród największych producentów samochodów na świecie.
Marka Toyota zajęła pierwsze miejsce w rankingu najpopularniejszych marek z wynikiem 7.86 miliona aut i udziałem w rynku 10,5%.
Corolla ponownie stała się najpopularniejszym samochodem ma świecie z wynikiem 1 134 262 aut. Na drugie miejsce awansował model RAV4 z wynikiem 971 516 (+1,9%).

##### W Europie
Toyota Motor Europe (Toyota i Lexus) sprzedała w Europie w 2020 roku 993 113 samochodów, w tym 529 054 hybryd. Udział TME w rynku to 6%.
Marka Toyota awansowała w 2020 roku na 3. miejsce w Europie po sprzedaniu 922 299 aut, w tym 484 828 hybryd. Udział Toyoty w rynku wyniósł 5,7%.
Najpopularniejszym modelem Toyoty w Europie była w 2020 roku Corolla (193 785 aut).

##### W Polsce
W 2020 roku Toyota po raz pierwszy zajęła pierwsze miejsce na polskim rynku, wyprzedzając Skodę. Marka zarejestrowała 64 364 samochody osobowe i dostawcze. Udział w rynku Toyoty wyniósł 13,2%.
Toyota zajęła pierwsze miejsce na rynku samochodów osobowych (61 331 rejestracji) i 8. miejsce na rynku samochodów dostawczych (3 034 aut).
Najczęściej rejestrowanym samochodem Toyoty była Corolla (17 508 egz.), która zajęła drugie miejsce na polskim rynku. Na trzecim miejscu znalazł się Yaris (15 378 egz.) – lider segmentu B.
Toyota sprzedała w 2020 roku 30 315 hybryd. Ponad jedną trzecią tej liczby stanowiła hybrydowa Corolla (10 562 aut).

#### Sprzedaż 2021

##### W Polsce
W 2021 roku Toyota po raz drugi zajęła pierwsze miejsce na polskim rynku. Marka zarejestrowała 74 512 samochody osobowe, o 21% więcej niż rok wcześniej. Udział w rynku Toyoty wyniósł 16,7%. 
Corolla awansowała na pozycję lidera polskiego rynku (22 095 egz., +26%). Na drugim miejscu znalazł się Yaris (14 479 egz.) – lider segmentu B.
W 2021 roku Toyota sprzedała 46 044 hybryd (wzrost o 52% rok do roku). Najpopularniejszym modelem hybrydowym była Corolla (16 497 aut).

## Marki samochodów należące do Toyota Motor Corporation
- Toyota – japońska marka założona w 1937 roku
- Daihatsu – japońska marka założona w 1907 roku, należąca do TMC od 1967 roku
- Lexus – japońska marka założona w 1989 roku przez TMC
- Hino Motors – japońska marka produkująca samochody ciężarowe założona w 1942 roku, należąca do TMC od lat. 60. XX wieku
- Scion – japońska marka istniejąca w latach 2002–2016 założona przez TMC

## Motorsport
Toyota uczestniczy w wielu światowych seriach sportów motorowych, dostarczając pojazdy, silniki i inne części samochodowe zarówno pod marką Toyota, jak i Lexus.
Toyota Gazoo Racing (GR) jest marką wyczynową Toyoty, która jest używana w wielu głównych zawodach sportów motorowych na świecie. Toyota Gazoo Racing Europe, z siedzibą w Kolonii na terenie Niemiec, konkuruje w FIA World Endurance Championship, podczas gdy Toyota Gazoo Racing WRT z siedzibą w Finlandii uczestniczy w World Rally Championship. Toyota Gazoo Racing South Africa bierze udział w Rajdzie Dakar. W latach 2002–2009 zespół Toyota Racing rywalizował w Formule 1. Toyota wygrała 24-godzinny wyścig Le Mans w 2018, 2019 i 2020 roku za pomocą Toyoty TS050 Hybrid, a w 2021 roku za pomocą Toyoty GR010 Hybrid.
Toyota Racing Development USA (TRD USA) odpowiada za udział w głównych zawodach sportów motorowych w Stanach Zjednoczonych, w tym NASCAR, NHRA, Indy Racing League i Formula Drift.
Toyota produkuje również silniki i inne części samochodowe dla innych japońskich sportów motorowych, w tym Super Formula, Super GT, Formuła 3 i Toyota Racing Series.

## Modele samochodów

### Europa

#### Segment A
|  | Model          | Lata produkcji |
|  | -------------- | -------------- |
|  | Toyota Aygo I  | 2005-2014      |
|  | Toyota Aygo II | 2014-2022      |

#### Segment B
|  | Model         | Lata produkcji |
|  | ------------- | -------------- |
|  | Starlet I     | 1973-1977      |
|  | Starlet II    | 1978-1989      |
|  | Tercel I      | 1978-1982      |
|  | Tercel II     | 1982-1986      |
|  | Tercel III    | 1987-1990      |
|  | Starlet III   | 1990-1996      |
|  | Tercel IV     | 1990-1994      |
|  | Tercel V      | 1994-1999      |
|  | Starlet IV    | 1996-1999      |
|  | Yaris I       | 1999-2006      |
|  | Platz I       | 1999-2005      |
|  | Yaris II      | 2005-2011      |
|  | Belta I       | od 2007        |
|  | Yaris III     | 2011-2020      |
|  | Yaris XP150 I | od 2013        |
|  | Yaris IV      | od 2021        |

#### Osobowe
- Agya
- Allion
- Aurion
- Avalon
- Camry
- Corolla
- Crown
- Crown Majesta
- Etios
- GT86
- ist
- Levin
- Matrix
- Mirai
- Passo
- Premio
- Prius
- Prius Plug-in
- Supra

#### SUV-y i crossovery
- 4Runner
- C-HR
- Fortuner
- Harrier
- Highlander
- Hilux Surf
- Land Cruiser
- Probox
- RAV4
- Rush
- Vanguard
- Sequoia
- Succeed
- Venza
- Yaris Cross

#### Minivany
- Alphard
- Avanza
- bB
- Corolla Rumion
- Esquire
- Innova
- Mark X ZiO
- NAV1
- Noah
- Porte
- Prius+
- Ractis
- Rukus
- Sienna
- Sienta
- Spade
- Vellfire
- Verso-S
- Voxy
- Wish

#### Pickupy
- Hilux
- Tacoma
- Tundra

#### Dostawcze
- Hiace
- ProAce
- Proace City
- Proace Max
- Proace Verso
- TownAce

### Modele nieprodukowane
- 1600GT
- 2000GT
- A1
- AA
- AB
- AC
- Allex
- Altezza
- Aqua
- Aristo
- Auris
- Avensis
- Avensis Verso
- Belta
- Blade
- Blizzard
- Brevis
- Caldina
- Cami
- Carina
- Cavalier
- Celica
- Century
- Chaser
- Corolla Verso
- Corona
- Corsa
- Cressida
- Cresta
- Curren
- Cynos
- Duet
- Echo
- Estima
- E'Z
- FJ Cruiser
- Gaia
- Ipsum
- iQ
- Isis
- Lexcen
- Mark II
- Mark X
- MR2
- MR-S
- Nadia
- Opa
- Paseo
- Picnic
- Platz
- Previa
- Prius c
- Pronard
- Publica
- Raum
- Regius
- Reiz
- Revo
- SA
- Sai
- Scepter
- Sera
- Soarer
- Sparky
- Sports 800
- Sprinter
- T100
- Tamaraw
- Tarago
- Tercel
- Tiara
- Unser
- Urban Cruiser
- Verossa
- Verso
- Vista
- Voltz
- Windom
- Yaris Verso
- Zace
- Zelas